# Pelouse rupicole de Denevér út
La Pelouse rupicole de Denevér út (en hongrois : Denevér utcai gyepfolt) constituent une aire protégée, situé à Budapest et caractérisée comme d'intérêt local.